# Ragtime moderne
Le Ragtime moderne ou Revival Ragtime est un genre du ragtime, apparu à la fin des années 1940. Il n'est pas un genre stylistique à proprement parler, mais plutôt une redécouverte de la musique ragtime en général. 
Cela permit à d'anciens compositeurs du ragtime classique, de se faire redécouvrir par le public (citons Joseph Lamb, Eubie Blake, Arthur Marshall qui publieront de nouveaux rags à partir des années 1950). 
Il en résulta également l'apparition de nouveaux compositeurs de ragtime, comme William Albright, William Bolcom, Tom Brier, Trebor Tichenor, Reginald R. Robinson, David Thomas Roberts, Andrew Barrett, Vincent Johnson, Frank French, Mark Birnbaum, Terry Waldo, et Bill Edwards aux États-Unis. Notons les compositeurs Benjamin Intartaglia et Gilles Monfort en France. 